# Lesňáček kápový
Lesňáček kápový (Setophaga citrina) je malý tažný pěvec z čeledi lesňáčkovití, který hnízdí v opadavých a smíšených lesích východní části Severní Ameriky a zimuje v jižním Mexiku, střední Americe a Karibiku.

## Systematika
Lesňáčka kápového popsal již francouzský encyklopedista Georges Louis Leclerc de Buffon v roce 1779 v své knize Histoire Naturelle des Oiseaux. Ilustraci druhu poskytl i François-Nicolas Martinet (pod dohledem jiného francouzské přírodovědce Edma-Louise Daubentona) v knize Planches Enluminées D'Histoire Naturelle, kde vedle ilustrace vyšel i Buffonův popis. Žádný z těchto popisů nicméně neposkytl vědecké jméno druhu. O to se postaral až nizozemský zoolog Pieter Boddaert v roce 1783, který svém katalogu Planches Enluminées druh pojmenoval jako Muscicapa citrina, takže se dodnes považuje za hlavní autoritu taxonu. Druhové jméno citrina pochází z latinského citrinus, a znamená „citrónově žlutý“.
Taxon byl později přeřazen do rodu Wilsonia, nicméně na základě molekulární studie z roku 2010 moderní systematika řadí lesňáčka kápového do rodu Setophaga.

## Rozšíření a populace
Lesňáček kápový hnízdí v opadavých a smíšených lesích východní části Severní Ameriky (severovýchod USA a jihovýchod Kanady) a zimuje v jižním Mexiku, střední Americe a Karibiku. S tím, jak se otepluje Země, se hnízdní habitat lesňáčků pomalu rozšiřuje na sever (o cca 115 km na sever jen během 26 letého období na konci 20. století). Vyskytuje se do 1100 m n. m.
Výjimečně se zatoulaní jedinci objevili i v západní Evropě (Britské ostrovy, Azory). Celková populace se v roce 2015 odhadovala na 5,2 milionu jedinců a stoupá; od 70. let do roku 2014 se populace zdvojnásobila.

## Popis

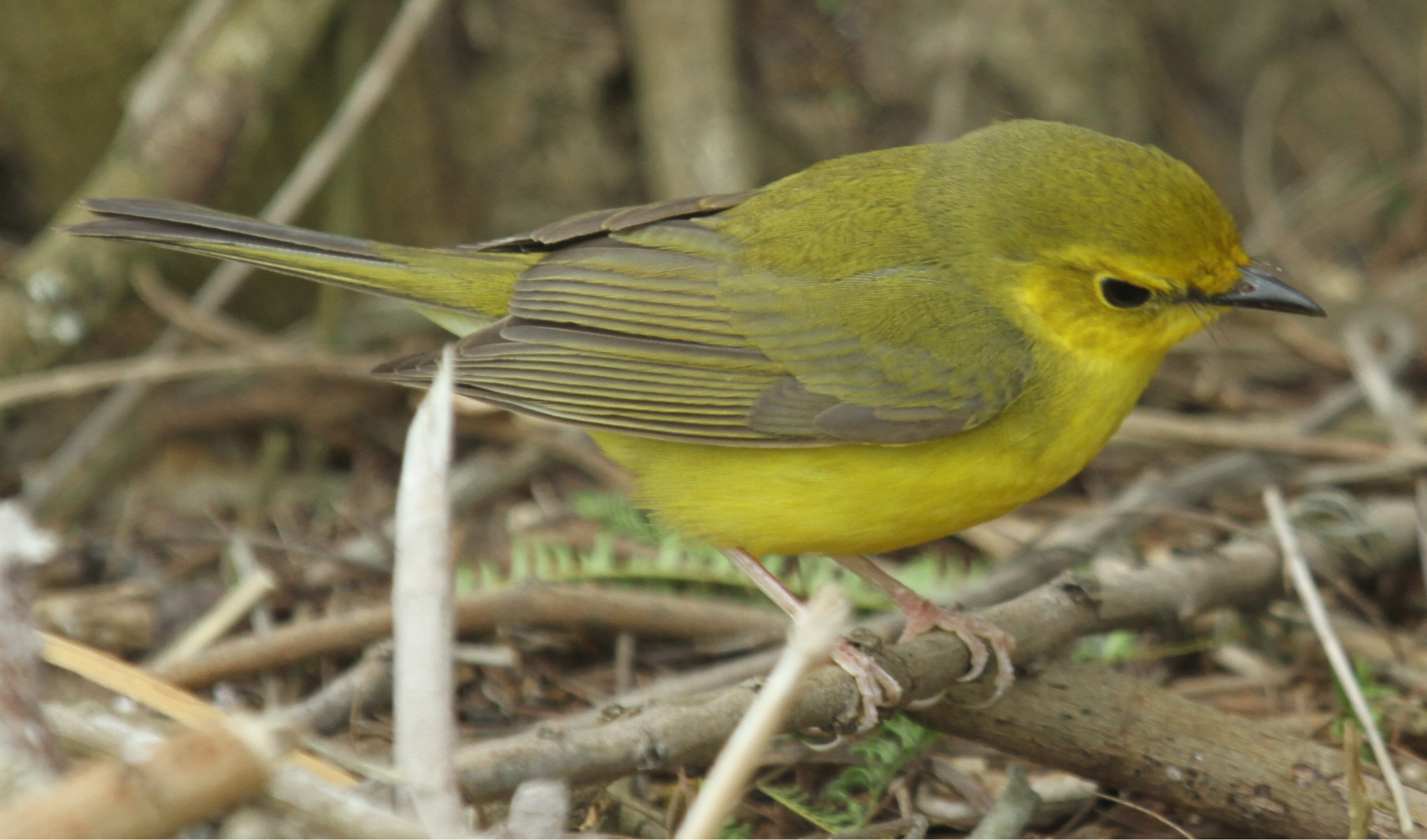
Samice lesňáčka kápového

Tento středně velký lesňáček dosahuje délky těla kolem 13,5 cm, rozpětí křídel 17,5 cm a váhy 9–12 g. Opeření samce se vyznačuje výraznou obličejovou žlutou maskou, v jejímž středu je nápadné černé oko. Kolem žlutých tváří a přední části žlutého čela se vine černá kápě, která je na korunce široká, kolem tváří velmi tenká a na hrdle opět široká. Samiččina maska je mnohem méně nápadná, žlutá i černá jsou výrazně fádnější, a mezi zobákem a okem se nachází černá protáhlá skvrnka. Svrchní partie obou pohlaví jsou olivově zelené, spodina je žlutá, přičemž u samce sytější. Spodní část ocasu je bělává, což je nápadné hlavně za letu i během sběru potravy.

## Biologie
Projevuje se zpěvným, hvízdavým hlasem zakončeným hlasitým tuí tuí tuí TÍ tíju. Vydává i krátké kovové tsink, v letu hlavně měkkým suíp. V letu se pohybuje v mělkých vlnkách pomocí rychlého třepotání křídel, kterým se vynese výše, načež rychle klesne a opět zamává vehementně křídly, aby se vznesl. Živí se hmyzem a pavouky, které sbírá z listů a ze země nebo přímo za letu.
Žije v listnatých lesích s hustým podrostem, kde loví potravu v nejnižším patře mezi keři a zemí. Neustále přitom poškubává ocáskem, který při rychlém rozevírání odhaluje bílá okrajová pera. Samci si vytvářejí teritorium s jednou samicí, ale mohou se pokoušet pářit i se samicemi z teritorií sousedních. Obě pohlaví si obecně svá teritoria hájí, a to jak na hnízdišti, tak i na zimovišti. Vyskytují se spíše jednotlivě, jen během migrace na zimoviště se mohou přidávat do smíšených hejn.

### Rozmnožování

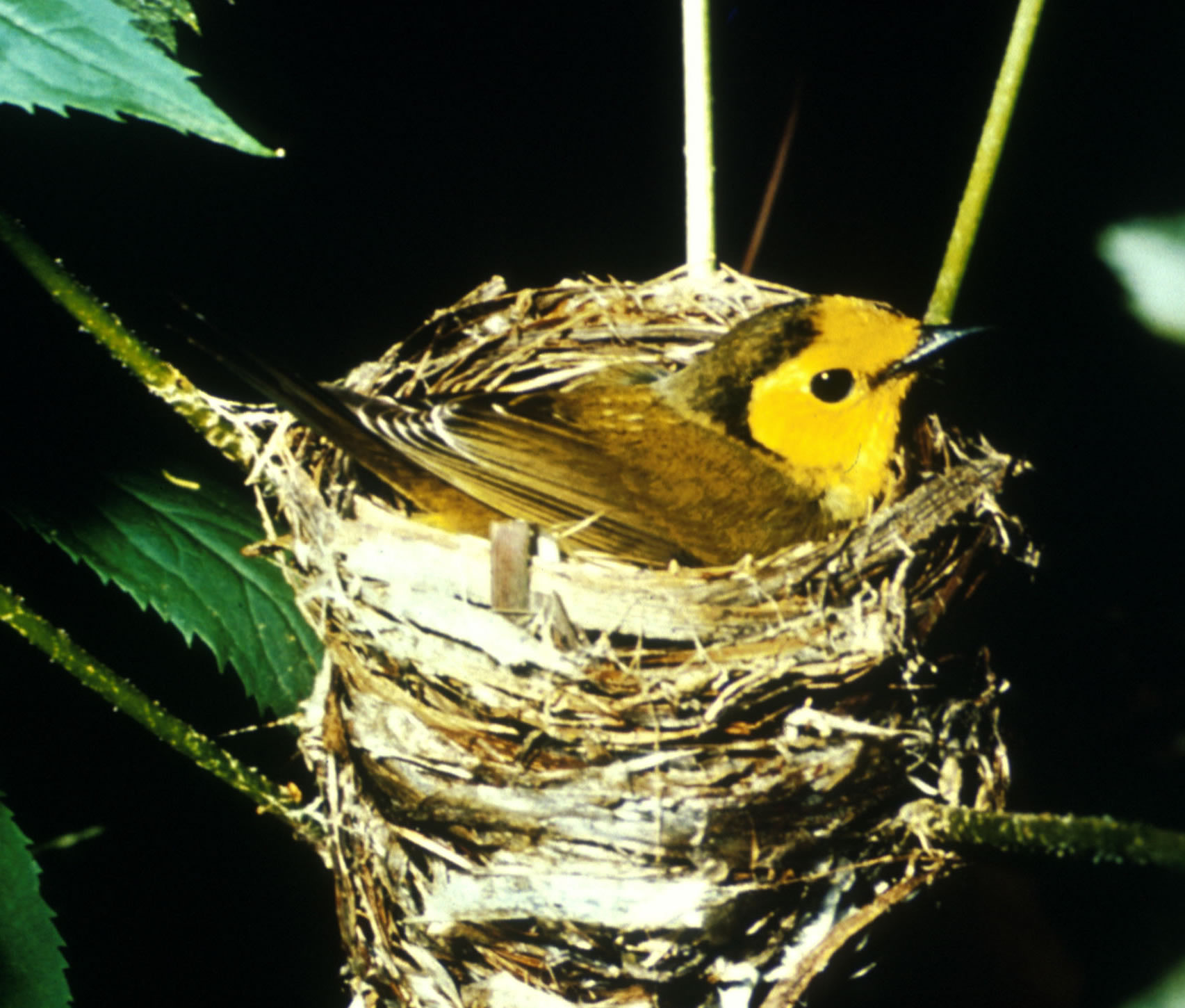
Lesňáček kápový na hnízdě

Lesňáček kápový si staví miskovité hnízdo v lesním podrostu, často na rozhraní lesa a otevřené krajiny (případně na okrajích mýtin), ve výšce cca 30–140 cm nad zemí. Stavební práce na hnízdu vykonává pouze samice s pomocí kůry a jemných trav. Délka prací typicky zabere 5–6 dní, někdy i méně. Snůšku tvoří 2–5 vajec o rozměrech kolem 18×13 mm. Vejce jsou krémová s jemnými hnědými flíčky. Inkubační doba trvá kolem 12 dnů, na vejcích sedí pouze samice, které se během hnízdění vyvíjí hnízdní nažina. Ptáčata se rodí holá, jejich oči jsou zavřené. Na jejich krmení se podílí samec i samice. Vylétávají z hnízda již po 8–9 dnech. V případě hnízdního neúspěchu často dochází ke druhé snůšce, nicméně při úspěšném vyvedení ptáčat dochází ke druhé snůšce jen ojediněle. Lesňáčci jsou častými oběťmi hnízdního parazitismu vlhovce hnědohlavého.
Někdy mezi koncem července a počátkem října dochází k odletu lesňáčků z hnízdišť na jižní zimoviště, kde dolétávají od počátku srpna do listopadu. Zpět na hnízdiště se začínají vydávat někdy v polovině března, dolétávají od března do května, případně až počátkem června.

## Ohrožení
Vzhledem ke stoupavému populačnímu trendu a rozsáhlému areálu výskytu lesňáčka kápového je druh hodnocen jako málo dotčený.